# Emile Tibbaut

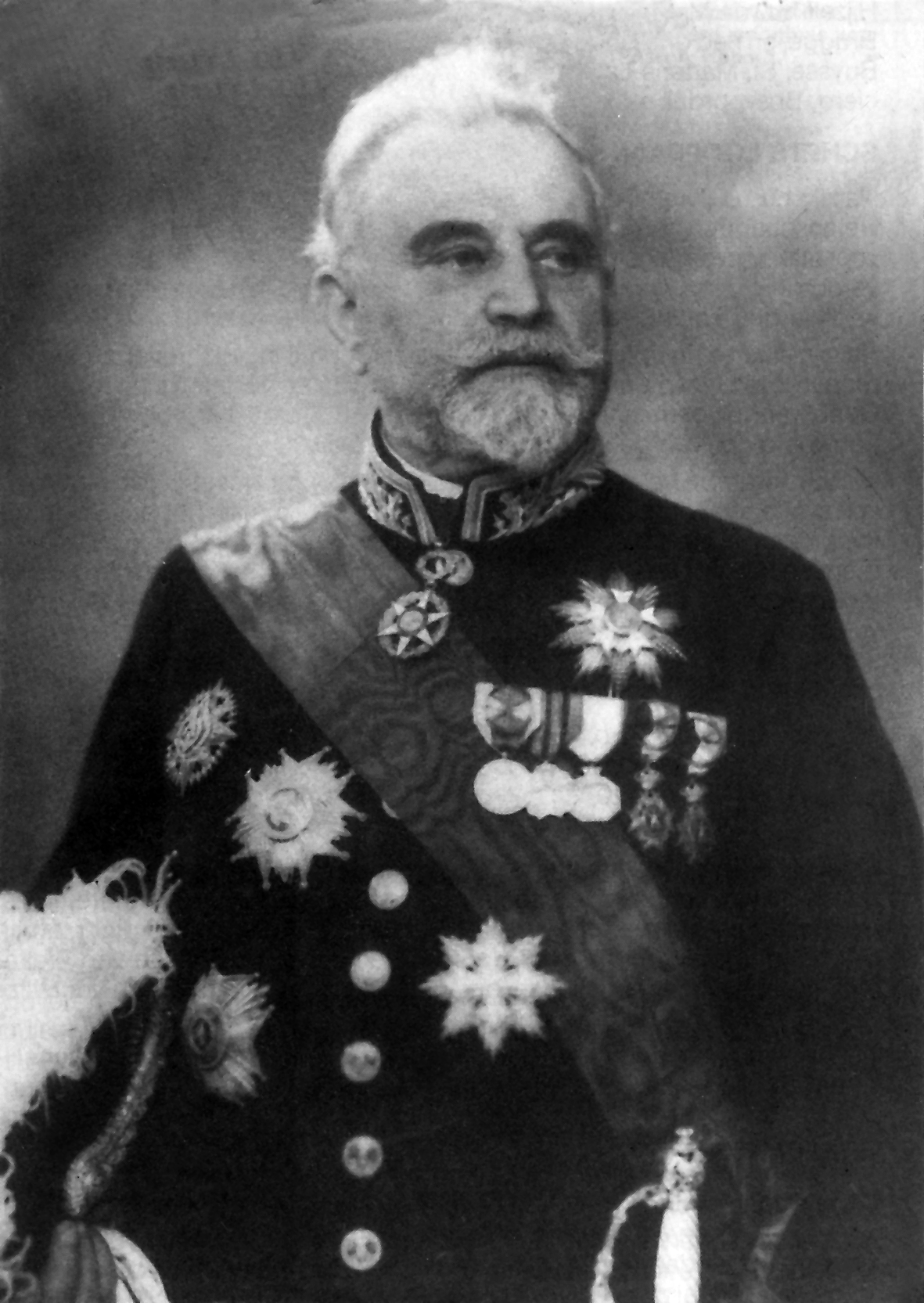
Emile Tibbaut

Emile Louis Marie Baron Tibbaut (alternative Schreibweise: Thibbaut; * 12. Juni 1862 in Kalken, Provinz Ostflandern; † 19. Dezember 1935 in Paris) war ein belgischer katholischer Politiker, der zwischen 1898 und 1935 Mitglied der Abgeordnetenkammer sowie von 1928 bis 1930 Präsident der Abgeordnetenkammer war.

## Leben
Tibbaut absolvierte nach dem Besuch des Sint-Jozefscollege in Aalst ein Studium der Rechtswissenschaften an der Katholieke Universiteit Leuven und war nach dessen Abschluss als Rechtsanwalt in Gent tätig. Seine politische Laufbahn begann er 1896, als er als Vertreter der Katholiken zum Mitglied des Gemeinderates von Gent gewählt wurde und diesem bis 1899 angehörte. Am 2. Januar 1898 wurde er als Nachfolger des am 24. November 1897 verstorbenen Phillippe De Kepper erstmals zum Mitglied der belgischen Abgeordnetenkammer gewählt, der er fast 38 Jahre lang bis zu seinem Tod am 19. Dezember 1935 angehörte und in der er die Interessen des Arrondissement Dendermonde vertrat. Während des Ersten Weltkrieges engagierte er sich zwischen 1914 und 1918 als Vorsitzender der Landwirtschaftsabteilung des Nationalen Hilfs- und Nahrungsmittelausschusses NHVC/CNSA (Nationaal Hulp- en Voedselcomité/Comité National de Secours et d'Alimentation) und war auch Vorsitzender von dessen Hohen Landwirtschaftsrates.
Am 28. November 1918 wurde Tibbaut Vizepräsident der Abgeordnetenkammer und übte diese Funktion fast zehn Jahre lang bis zum 16. August 1928 aus. 1921 wurde er als Baron in den Adelsstand erhoben und war daneben von 1927 bis 1935 Vorsitzender des Bauernverbandes (Werk van den Akker).
Als Nachfolger von Emile Brunet wurde Tibbaut am 16. August 1928 Präsident der Abgeordnetenkammer und verblieb in dieser Funktion als Parlamentspräsident, bis er am 5. November 1930 durch Jules Poncelet abgelöst wurde. Für seine langjährigen politischen Verdienste wurde ihm am 8. April 1930 der Ehrentitel eines Staatsministers verliehen. Zuletzt war er von 1934 bis zu seinem Tod im darauf folgenden Jahr auch Mitglied der Allgemeinen Versammlung des Katholikenbundes (Katholiek Verbond van België / Union Catholique Belge).

## Veröffentlichungen
- Les étapes de la mutualité rurale, Brüssel, 1903.
- Exposé de la question caprine en Belgique, Brüssel, 1903
- Krediet voor de kleine burgerij, Gent, 1906.
- L’œuvre du coin de terre. Manuel de propagande, Brüssel, 1907.
- La réassurance-maladie en Belgique, Brüssel, 1907.
- De sluimerende krachten van den buiten, Gent, 1908.
- Nos missionnaires au Congo, Brüssel, 1910.
- Les missionnaires ont droit à la vérité!, Brüssel, 1914.
- L’action agricole et sociale de lord Leverhulme au Congo, Brüssel, 1926.